# Sternwarte Givatayim

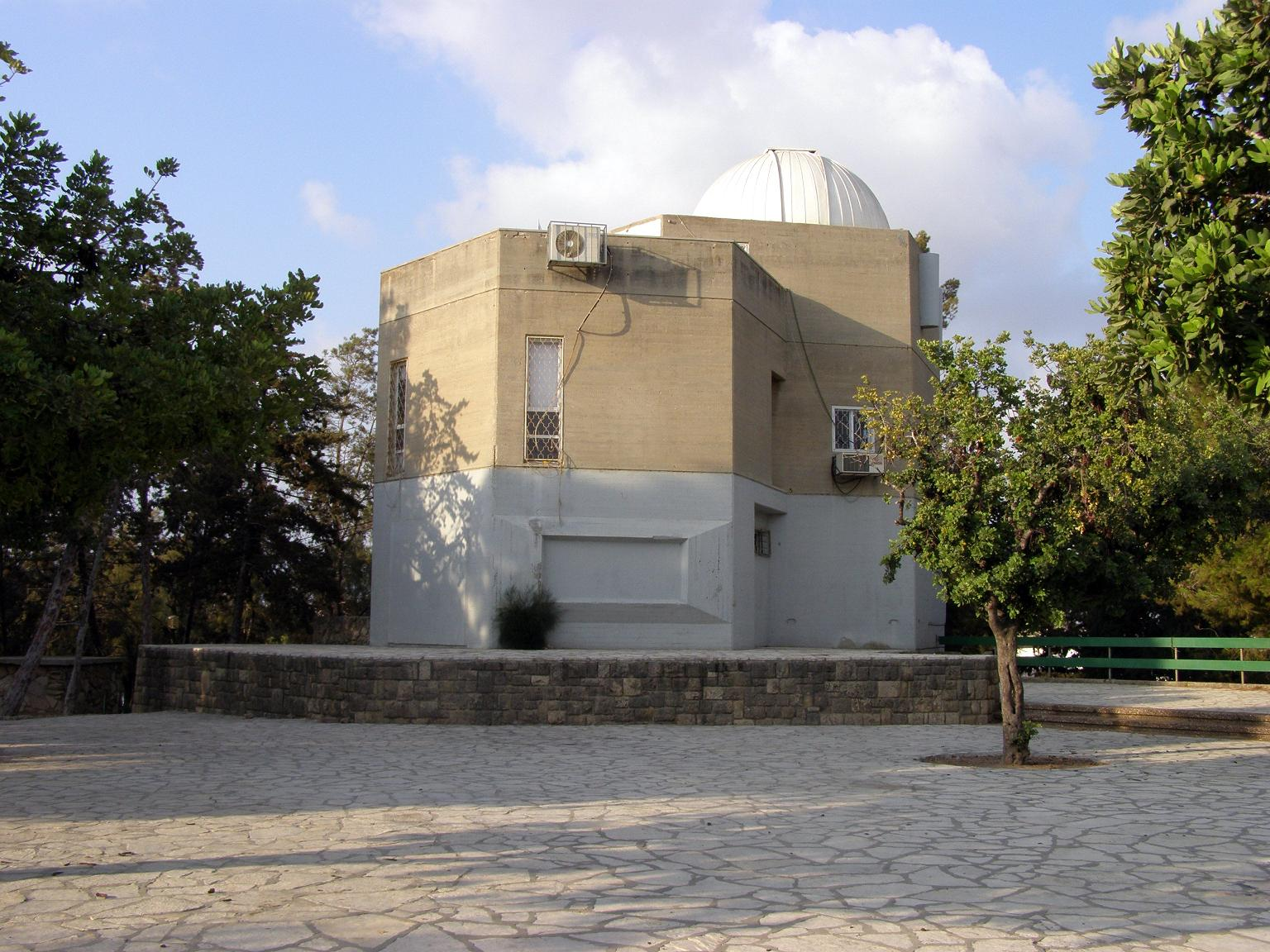
Sternwarte Givatayim

Die Sternwarte Givatayim wurde 1968 von der Stadt Givʿatajim, (Israel) und der Israelischen Astronomischen Gesellschaft (Israeli Astronomical Association, IAA) gegründet.

## Aufgaben der Sternwarte Givatayim
- Öffentliche Vorträge und Beobachtungen (jeweils dienstags und donnerstags um 20:00, in den Wintermonaten nur donnerstags)
- Astronomiekurse für Kinder und Erwachsene
- Seminare für Lehrer
- Betreuung von Schulprojekten
- Forschungsaktivitäten (z. B. Kleinplaneten, veränderliche Sterne, extrasolare Planeten)
- Astrofotografie

Die Sternwarte liegt in Givatayim inmitten eines öffentlichen Parks (2nd Aliya Park) auf einem Hügel (87 m über dem Meer), an der Kreuzung der Straßen Golomb und Beer Reshit. Givatayim ist eine Stadt am Ostrand Tel Avivs.

## Instrumente
- Meade LX200 16 Zoll f/10 Schmidt-Cassegrain-Teleskop
- Meade LX200 12 Zoll f/10 Schmidt-Cassegrain-Teleskop
- Meade 16 Zoll Starfinder Newton-Teleskop
- Celestron 8 Zoll f/10 Schmidt-Cassegrain-Teleskop
- Wachter 6 Zoll Coudé-Refraktor
- Meade ETX 90 mm f/13,8 Maksutov-Cassegrain-Teleskop
- Coronado 40 mm PST (Personal Solar Telescope, H-alpha-Teleskop)
- CCDs: Meade Deep Sky Imager (DSI), Meade Pictor 1616XT.

Das Hauptinstrument (LX200 16-Zoll-Schmidt-Cassegrain-Teleskop) befindet sich in der Kuppel und ist ausschließlich für Astrofotografie und für Forschungszwecke bestimmt. Die anderen Instrumente werden auf der Beobachterterrasse betrieben.

## Mehr
Der Himmel in Givatayim bzw. im Raum Tel Aviv ist stark lichtverschmutzt. Die Situation hat sich in den letzten Jahren durch den Bau vieler Hochhäuser (Azrieli Center, City Gate, das neue öffentliche Verwaltungsgebäude etc.) sehr verschlechtert, da diese Gebäude nachts durch starkes Flutlicht angestrahlt werden und die Flutlichtkegel auch in den Himmel hinaufragen.
Das Gleiche gilt für zahlreiche großflächige Plakatwände, deren Flutlicht ebenfalls in den Himmel reicht.
Seit 1984 ist Dr. Igal Patel Direktor der Sternwarte und Vorsitzender der Israelischen Astronomischen Gesellschaft. Organisatorische Leiterin der Sternwarte ist Shony Lotan. Die Sternwarte hat ca. 20 teilzeitbeschäftigte Mitarbeiter.
Der Minor Planet Center Observatory Code lautet 137.